# 神流川 (日高市)
神流川（かんながわ）は、埼玉県日高市を流れる荒川水系小畔川支流の河川。下小畔川とも呼ばれる。

## 概要
日高市女影の南部付近に源を発し、北東へ流れ、首都圏中央連絡自動車道と交差した直後に小畔川に合流する。

## 橋梁
- 大神橋
- 高萩橋（旧国道407号）
- 新高萩橋（国道407号）
- 落合橋（総合公園通り）
- 不動橋
- 首都圏中央連絡自動車道が交差
- 落合橋（埼玉県道15号川越日高線）

## 支流
- 第二小畔川